# ناحیه پج
ناحیهٔ پج (به صربی: Peć) یک منطقهٔ مسکونی در صربستان است که در استان خودمختار کوزوو و متوهیا واقع شده‌است. ناحیه پج ۴۱۴٬۱۸۷ نفر جمعیت دارد.